# 南市里
南市里為臺灣新竹市東區轄下之一行政區，位於市中心，因轄內有南門市場而得名。南與振興里以台鐵縱貫線鐵道為界，北與石坊里以西門街為界，西臨福德、興南兩里以南外街、德高街、勝利路為界，東與以西大路為界。

## 概述
南市里為1946年由日治時代的南門町析設的里。1953年，將同為南門町析設的車埕、城門二里，以及南外里南外街以東之地併入南市里。南市里曾是新竹市中心繁華的老商業區，1970年帶西大路地下道的開闢影響鄰近街道的商業發展，使的南門市場繁華不在。1983年，因街道老舊狹宰發展受限，位於南市里北境的省立新竹醫院覓地他遷，原址後來成為遠東百貨，雖然有晚近開闢的林森路由中心地帶通過，但街廊內盡是低矮老舊的房舍，與林森路上的商業大樓形成強烈的對比。